# Bidonì
Bidonì – miejscowość i gmina we Włoszech, w regionie Sardynia, w prowincji Oristano. Graniczy z Ghilarza, Nughedu Santa Vittoria, Sedilo i Sorradile.
Według danych na rok 2004 gminę zamieszkiwało 159 osób, 14,5 os./km².